# Raoul Dufy
Raoul Dufy (nome completo Raoul Ernest Joseph) (Le Havre, 3 de junho de 1877 — Forcalquier, 23 de março de 1953) foi um pintor, desenhista, gravador, ilustrador de livros, ceramista, ilustrador de tecidos, de tapeçarias e de móveis, decorador de interiores, espaços públicos e teatro francês. Impressionista a princípio, evoluiu gradativamente para o fauvismo, depois de travar contato com Henri Matisse.

## Vida pessoal
Raoul Dufy nasceu em 1877, em Le Havre, na Normandia, em uma grande família. Largou a escola aos 17 anos para trabalhar em uma importadora de café. Aos 18 anos, em 1895, ele começou a ter aulas de artes na École des Beaux-Arts de Le Havre, uma escola municipal. As aulas eram dadas por Charles Lhuillier, que 40 anos antes tinha sido aluno de Jean-Auguste Dominique Ingres, um famoso pintor retratista francês. Lá, Raoul conheceu Raimond Lecourt e Othon Friesz, com quem mais tarde teria um estúdio em Montmartre e uma longa amizade. Neste período, Raoul pintava principalmente paisagens normandas em aquarelas.
Em 1900, após um ano de serviço militar, Raoul ganhou uma bolsa de estudos na École nationale supérieure des Beaux-Arts, em Paris, onde reencontrou o amigo Othon Friesz. As paisagens impressionistas o cativaram profundamente, em especial as de Claude Monet e Camille Pissarro. Sua primeira exposição ocorreu em 1901. No ano seguinte, expôs seus trabalhos na galeria de Berthe Weill. Expôs novamente em 1903, no Salon des Indépendants. Maurice Denis chegou a comprar um de seus quadros. Os locais que Raoul gostava de pintar eram os arredores de Le Havre e a praia de Sainte-Adresse, famosa nos quadros de Monet e Eugène Boudin. Em 1904, com seu amigo, Albert Marquet, trabalharam no Canal da Mancha.

## Últimos anos de sua vida
O quadro Luxe, Calme et Volupté, de Matisse, causou uma profunda impressão em Raoul, em 1905 e o direcionou rumo ao fauvismo. O contato com Paul Cézanne o levou a suavizar sua técnica, com pinceladas mais sutis. Não foi antes de 1920 que Raoul começou a flertar com o cubismo, desenvolvendo sua própria técnica e perspectiva. Raoul Dufy foi contratado por Paul Poiret para projetar artigos de papelaria para a casa, e depois de 1912  desenhou padrões têxteis para Bianchini-Ferier usados nas roupas de Poiret e Charvet.
Em 1950, Raoul começou a sofrer de artrite reumatoide, o que o impedia de segurar o pincel por muito tempo. Em abril do mesmo ano, ele viajou até Boston, onde passou por um tratamento experimental com cortisona. Em agradecimento pela melhora, alguns de seus trabalhos foram dedicados aos médicos que o atenderam nos Estados Unidos.

## Morte
Raoul Dufy morreu em 23 de março de 1953, devido a complicações de uma infecção intestinal, possivelmente devido ao tratamento prolongado com cortisona. Depois de um enterro temporário em Forcalquier, a cidade de Nice ofereceu um jazigo no cemitério de Cimiez, em 1956, próximo a Matisse.